# Wyspy Marshalla na Letnich Igrzyskach Olimpijskich Młodzieży 2010
Wyspy Marshalla na Letnich Igrzyskach Olimpijskich Młodzieży w Singapurze w 2010 reprezentowało 4 sportowców w 2 dyscyplinach.

## Skład kadry

### Pływanie
- Giordan Harris
  - 50m st. dowolnym - 41 miejsce (28.43)
- Hagar Kabua
  - 50m st. dowolnym - 57 miejsce (33.82)

### Podnoszenie ciężarów
- Amon Shiro
  - 56 kg chłopców - 11 miejsce (120 punktów)
- Lomina Tibon
  - 53 kg dziewcząt - 8 miejsce (65 punktów)